# Giuseppe Frignani
Giuseppe Frignani (Ravenna, 14 aprile 1892 – Firenze, 23 dicembre 1970) è stato un banchiere, dirigente d'azienda e politico italiano.

## Biografia

### Primi anni e adesione al fascismo
Figlio di un agiato commerciante di tessuti dopo il diploma di ragioneria, si impiega presso la Cassa di Risparmio di Ravenna per mantenersi agli studi di giurisprudenza. Nel 1914, anno del conseguimento della laurea, viene promosso capo ufficio e preposto alla segreteria della direzione generale dell'istituto, incarico che gli vale un prezioso apprendistato nel campo dell'alta finanza e delle tecniche bancarie. All'entrata dell'Italia nella prima guerra mondiale viene chiamato alle armi e inviato in zona operazioni sul monte Santo, nei pressi di Gorizia. Ferito gravemente in battaglia affronta una lunga convalescenza, dopo la quale è congedato col grado di sottotenente di fanteria.
Nel 1918, tornato alla vita civile, viene assunto dalla Banca Italiana di Sconto con un incarico non meglio accertato presso la sede di Bologna; in vista del fallimento dell'istituto si dimette per tornare alle dipendenze della Cassa di Risparmio di Ravenna col grado di vicedirettore.

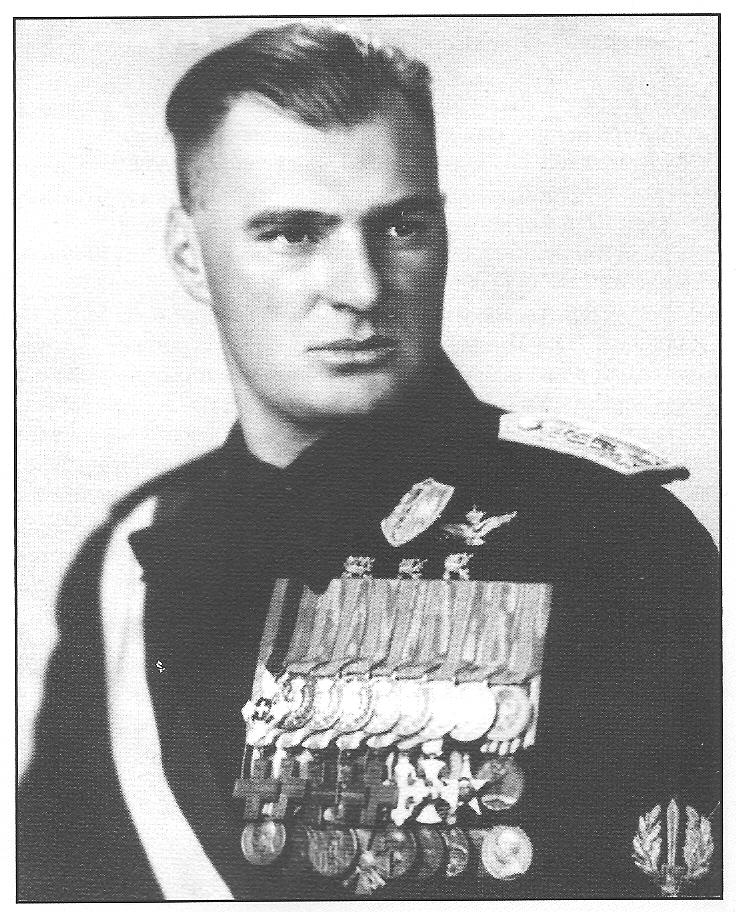
Ettore Muti

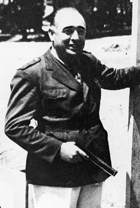
Renzo Morigi

Nel 1921 aderisce al fascismo. L'anno dopo assume la carica di federale di Ravenna: formalmente è a capo di tutti i fascisti della provincia, ma di fatto non è un leader unanimemente riconosciuto come Balbo a Ferrara o Grandi a Bologna. Il Fascio locale è infatti profondamente diviso e Frignani di fatto condivide il suo potere con Ettore Muti e Renzo Morigi, ufficialmente suoi sottoposti. I tre, contornati da una pattuglia di fedelissimi, sono divisi da rancori e gelosie insanabili, ma tra Morigi e Frignani esiste un'intesa non scritta contro Muti, leader dei fascisti duri e puri e nemico giurato dei profittatori che ottenevano cariche senza avere meriti sul campo.
La situazione ravennate riflette quella nazionale, che vede diviso il fascismo tra i militanti della prima ora e quelli arrivati successivamente, che dopo la caduta del fascismo emigreranno verso altri lidi politici.
Approfittando della sua nuova posizione di potere, nello stesso 1922 Frignani si autonomina presidente della Cassa di Risparmio lasciando a capo della federazione Morigi, che ricopre la carica di vice. Questa situazione si protrae fino al 1927 quando Frignani - che nel frattempo è stato eletto deputato nel listone fascista del 1924 - viene chiamato da Mussolini alla direzione generale del Banco di Napoli allo scopo di fascistizzarlo. Per Morigi si spalancano le porte della segreteria provinciale, dalla quale può agire in perfetta sintonia col podestà Antonio Calvetti, ma il terzo incomodo del fascismo ravennate mette ad entrambi i bastoni tra le ruote. Il 13 settembre Ettore Muti, che non ha mai smesso di denunciare pubblicamente l'affarismo e le speculazioni dei suoi antagonisti, rimane vittima di un attentato dai contorni misteriosi ad opera di un presunto sovversivo che in realtà soffre di turbe psichiche a seguito di alcuni fallimenti che lo hanno ridotto sul lastrico.
(Comunicato dell'Agenzia Stefani, citato da Giorgio Dell'Arti in cinquantamila.it)

### Il Banco di Napoli e lo scontro con la BNL
La campagna di denunce di Muti, che non si ferma nonostante i reiterati moniti Mussolini di "lavare in casa i panni sporchi del partito", si era andata attenuando con la sua nomina a console della Milizia e il conseguente allontanamento da Ravenna. Il decorso ospedaliero e la convalescenza finiscono con l'arrestarla quel tanto che basta a non farla giungere a Napoli, dove Frignani si insedia il 1º luglio 1927 raccogliendo l'eredità della trentennale gestione di Nicola Miraglia.

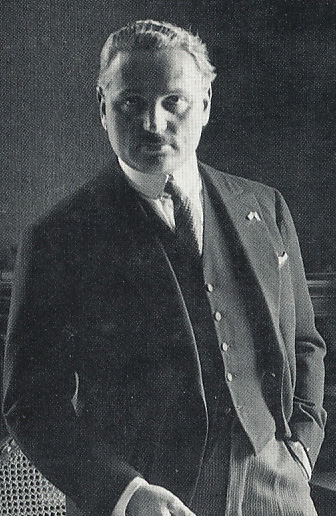
Arturo Osio

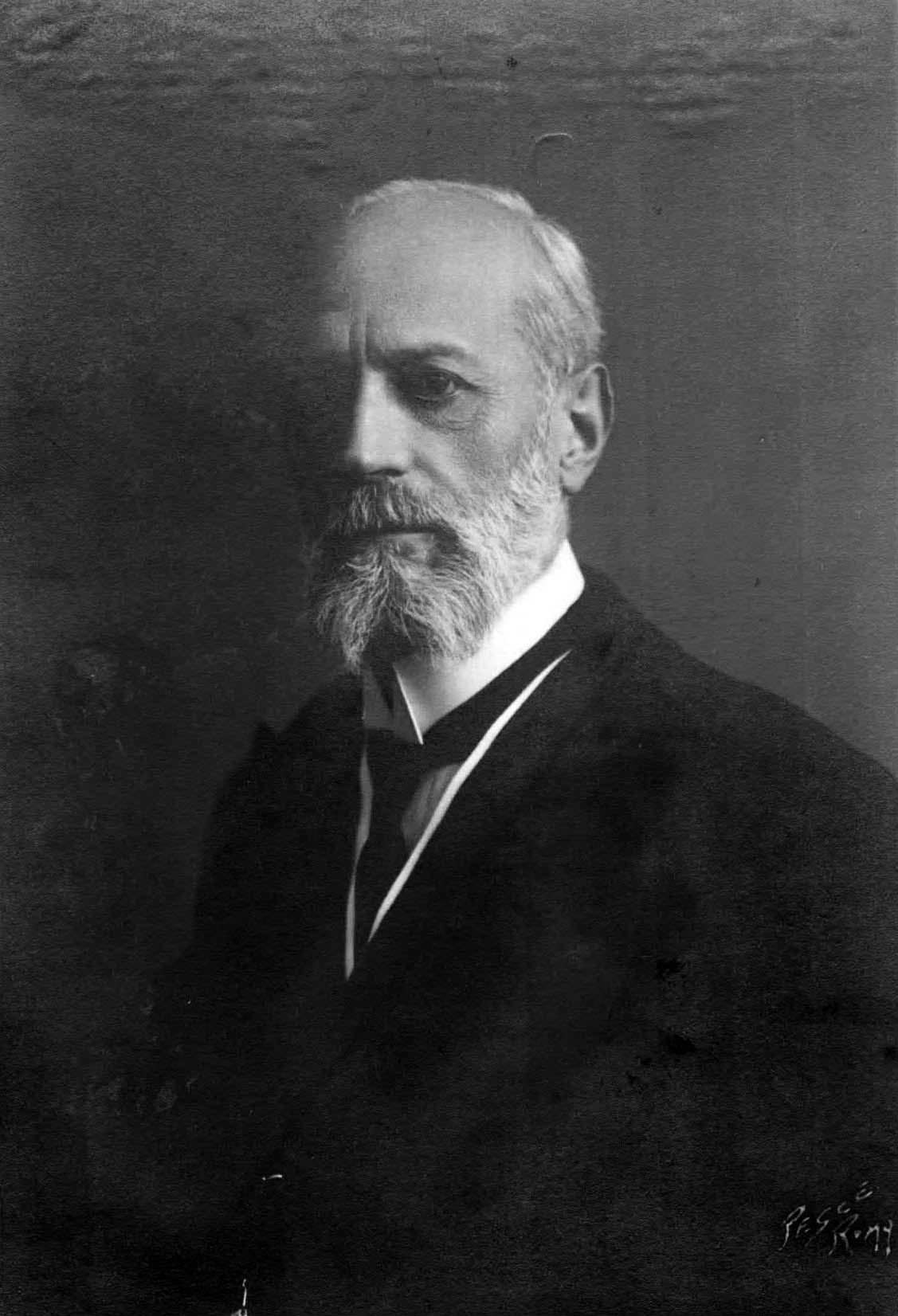
Carlo Santucci

Al prestigioso incarico si insedia con otto mesi di esperienza quale sottosegretario al Ministero delle finanze, dove ha coadiuvato il ministro Volpi nell'applicazione della legge bancaria del 1926, che al Banco di Napoli ha tolto la facoltà di emettere cartamoneta, e più ancora alla gestione del prestito del littorio. Il neo amministratore, inoltre, ha svolto una intensa attività parlamentare sul tema del credito, seppure dalla posizione interessata di primo dirigente di una cassa di risparmio. La legge bancaria del 1926 non ha infatti risolto l'annoso problema delle banche miste. I grandi istituti continuano ad erogare il credito alla grande industria o al settore immobiliare senza le necessarie garanzie e rimangono spesso privi di una minima riserva per le operazioni correnti e la restituzione del danaro ai clienti. Le Casse, destinate a raccogliere il piccolo risparmio attraverso gli appositi libretti, remunerandolo nell'esercizio del credito ipotecario o fondiario o tramite investimenti a basso rischio, sembrano dover uscire rafforzate dalla grande crisi bancaria che sfocia nella nazionalizzazione del Credito Italiano, del Banco di Roma e della Banca Commerciale Italiana, ma sulla sua strada trova un fenomenale avversario in Arturo Osio, che nel 1929 ha dato vita alla Banca Nazionale del Lavoro e della Cooperazione e suo antico nemico personale.
Osio, proveniente dalla sinistra del partito popolare, sostenitore nel 1921 di un'alleanza coi socialisti in funzione progressista che lo mette in urto con Don Sturzo, è stato l'avvocato delle cooperative bianche della sua regione che nel 1924 viene chiamato alla presidenza dell'Istituto nazionale di credito e per la cooperazione con l'incarico di liquidarlo. Convinto di poterlo mantenere in vita nel settore della cooperazione secondo i nuovi modelli introdotti dal regime lo trasforma poco alla volta in "azienda di credito", anticipando di alcuni anni il modello della banca tradizionale dei piccoli risparmiatori, erogatrice di credito a breve termine e sempre fornita di una riserva destinata a restituire i depositi ai clienti.
Frignani viene imposto nel consiglio di amministrazione della BNL su pressione del Ministero delle finanze, che lo definisce "persona di speciale competenza in materia di credito e di problemi sociali", ma il ministro Antonio Mosconi lo invia in realtà a farsi portavoce degli interessi della cosiddetta alta banca e dei suoi primari dirigenti (Jósef Leopold Toeplitz, Enrico Rava, Carlo Santucci). La missione di Frignani è ostacolare con ogni mezzo i tentativi della BNL di allargare il proprio ambito di azione nel meridione, in particolare nel settore del credito agrario, ma Osio è altrettanto protetto da Mussolini quanto Frignani e i tentativi di boicottaggio vanno a vuoto anche per le conseguenze della grande depressione, dovute al rovinoso crollo della borsa di New York del 29 ottobre 1929. Mentre le banche miste seguono il destino avverso della grande industria cui sono legate, ed entrano rapidamente in crisi di liquidità per la corsa dei clienti al ritiro dei propri risparmi, la BNL fa presto a prenderne il posto attraverso la costituzione di apposite sezioni autonome (per il credito fondiario, per la cinematografia, per il credito agricolo, etc), e la rapida apertura di filiali in tutta Italia e all'estero (la prima a Madrid nel 1929)

### La guerra e l'epurazione
Per Frignani, del quale Osio si sbarazza nel 1937, il mancato boicottaggio della BNL è solo un inciampo. Lasciato tale istituto si dedica unicamente al Banco di Napoli. La sua opera nell'istituto è ancora oggi ricordata principalmente per l'aumento da 27 ad oltre 800 milioni nella sezione fondamentale del credito agrario, caratterizzata da una media annua di 600 milioni di lire in operazioni quotidiane, e per il sostegno economico a primarie imprese industriali come le Manifatture Cotoniere Meridionali e le Officine Meccaniche di Napoli. Frignani stringe inoltre un saldo rapporto di amicizia e di lavoro con Giuseppe Cenzato, presidente della Società Meridionale di Elettricità e capo della Confindustria campana, attraverso il quale va a sedere nei consigli di amministrazione delle Assicurazioni Generali e de La Fondiaria Assicurazioni, entrambe minate dai provvedimenti razziali del regime.
Nel 1938 promuove la costituzione dell'ISVEIMER, destinato a finanziare con un tasso agevolato la creazione di nuovi impianti industriali o gli ampliamenti per le piccole e medie imprese del mezzogiorno continentale.
La sua grande influenza nella politica economica e bancaria dell'epoca è anche dovuta all'ingresso nella Corporazione della previdenza e del credito, cui Mussolini lo chiama come suo vice nel 1935 e che gli consente la piena rappresentanza degli organismi bancari italiani nel mondo in un contrasto con Giuseppe Beneduce, presidente dell'IRI, poi destinato a rientrare. Questa grande rendita di potere gli consente di indirizzare la stesura finale della nuova legge bancaria del 1936 e la sua successiva applicazione. Il nuovo ordinamento sopprime in modo definitivo la banca mista e divide gli istituti in banche d'affari (credito a medio-lungo termine e operazioni ad alto rischio) e banche di depositi (credito a corto termine e operazioni a minimo rischio), imponendo in ogni caso l'obbligo della riserva frazionaria con deposito della quota su un apposito conto della Banca d'Italia. L'idea di Frignani, esposta in una riunione con Giuseppe Bianchini (Associazione tecnica bancaria), Alberto Beneduce e Vincenzo Azzolini, governatore della Banca d'Italia, è quella di consentire una piena libertà di operazioni e investimenti ai soli istituti sottoposti al controllo dell'IRI allo scopo non dichiarato di fermare l'espansione della BNL di Osio, che nello stesso periodo sta preparando il grande salto verso l'America. Questa proposta reprime le spinte di quanti, anche all'interno della corporazione, vorrebbero "il mantenimento di una disordinata e spericolata geografia bancaria" ed è pienamente accolta da Mussolini, alle prese coi problemi economici dovuti all'guerra d'Etiopia e alla partecipazione alla guerra civile spagnola e in previsione dell'enorme costo in un conflitto a fianco della Germania ritenuto sempre più vicino.
Negli anni della guerra il gerarca ravennate si impegna per l'espansione del Banco di Napoli nel mondo. Il 25 luglio 1943 lo sorprende durante un viaggio di ritorno da Ravenna a Roma. Poco incline a collaborare coi tedeschi e deciso a non aderire alla RSI si rifugia a Capri sotto la protezione del giornalista antifascista Emilio Scaglione, neo-direttore del quotidiano "Il Risorgimento" che in seguito lo difenderà nel processo di epurazione. Nel dicembre 1943, mercé l'epurazione in corso, viene rimosso dall'incarico presso il Banco di Napoli. Successivamente viene arrestato e trasferito prima al carcere di Poggioreale, poi nei campi di Aversa e Padula. Nei suoi confronti viene intentato un processo per illecito arricchimento dal quale esce assolto, avendo dimostrato che il suo patrimonio è frutto solo dei guadagni percepiti come direttore del Banco di Napoli e conseguenza di abili e oculati investimenti.

### Il dopoguerra e gli ultimi anni

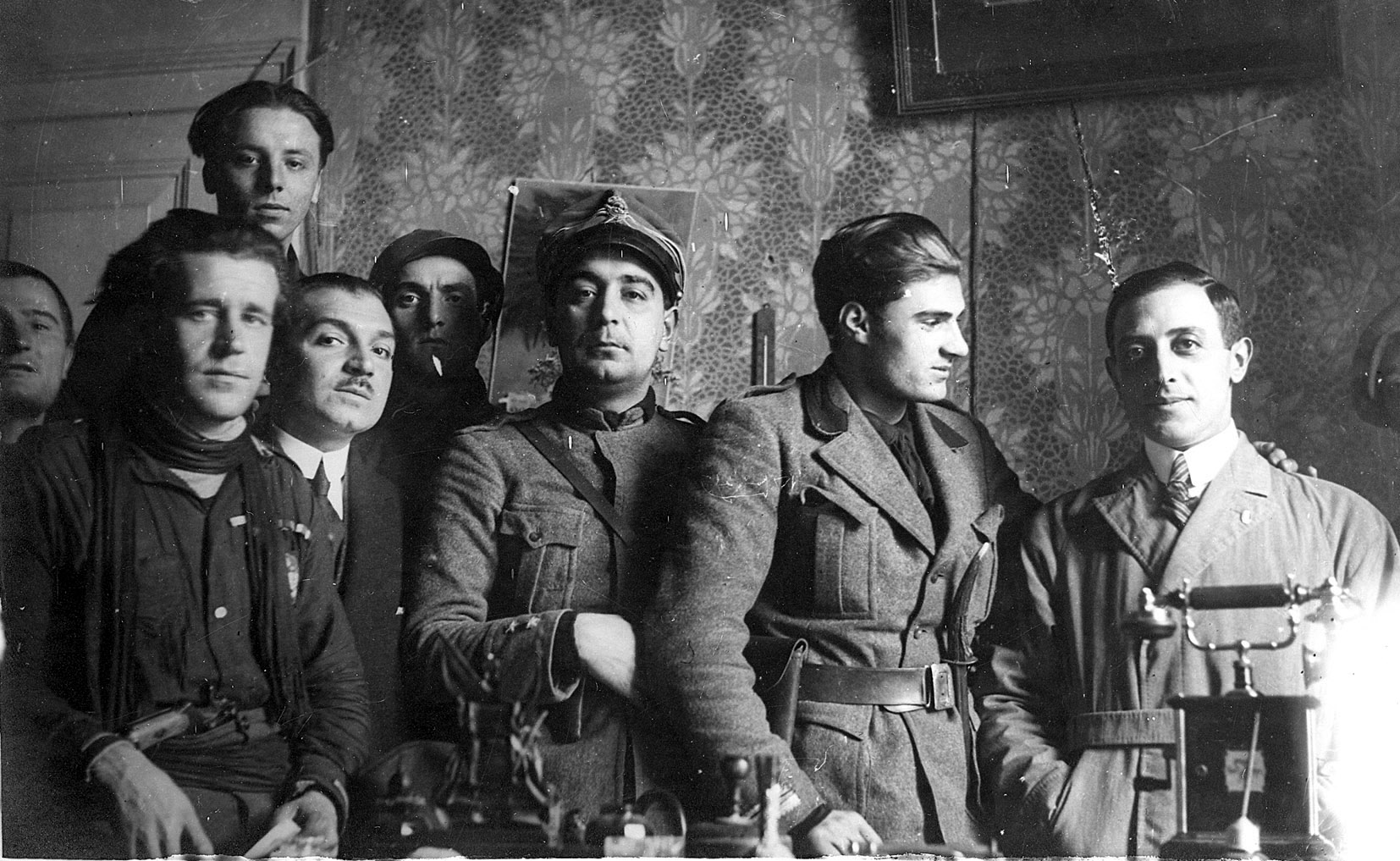
Giuseppe Frignani e Ettore Muti (primo e secondo da destra) nell'ottobre del 1922

Non avendo collaborato coi tedeschi e con la RSI Frignani esce tutto sommato indenne dal processo di epurazione ma il suo reinserimento nell'Italia repubblicana si rivela difficile. Nonostante l'appoggio di Cesare Merzagora, che lo inserisce tra i tecnici che "pur avendo ben meritato sono oggi ricusati per vicissitudini politiche", può rientrare al Banco di Napoli in una posizione defilata rispetto ai nuovi organigrammi. Per trovare una posizione migliore dal punto di vista tecnico ed economico convince i vertici de La Fondiaria Assicurazioni a costituire un piccolo istituto, la Banca dei Comuni vesuviani, della quale assume la presidenza e la mantiene fino alla scomparsa. Nel 1953, con la legge di riforma che lo dota di maggiori poteri e maggiori mezzi, torna alla presidenza dell'ISVEIMER, che mantiene fino al 1964.
Rimasto alla guida della banca dei comuni e nel consiglio di amministrazione della Fondiaria, si divide tra Napoli e Firenze fino alla scomparsa.

### Giovanni Frignani
Giuseppe Frignani ha avuto un fratello, Giovanni, che negli anni del regime fa carriera nell'arma dei carabinieri. Già autore dell’arresto di Mussolini a Villa Torlonia nel pomeriggio del 25 luglio 1943 riceve in seguito da Badoglio l'ordine di arrestare Ettore Muti, nascosto in una villetta di Fregene. L'operazione si conclude con l'uccisione dell'ex legionario fiumano in circostanze mai chiarite. L'ex federale di Ravenna viene da subito sospettato di essere il mandante dell'omicidio, allo scopo di impedire eventuali testimonianze dell'antico nemico, ma le accuse non troveranno mai un riscontro.. Imprigionato dopo l'occupazione tedesca, Giovanni Frignani sarà ucciso alle Fosse Ardeatine nella primavera del 1944 ; gli è stata concessa la medaglia d'oro al valor militare .

## Opere
- Istituti parastatali e problemi di assistenza e previdenza sociale, discorso pronunciato alla Camera dei deputati nella tornata del 27 maggio 1926. Tipografia della Camera dei deputati, 1926
- Appunti per le cronache del fascismo romagnolo, Bologna, Cappelli 1933
- Il Banco di Napoli, Padova, Cedam, 1934
- Distribuzione funzionale e territoriale degli organi del credito, discorso pronunciato nella seduta inaugurale della Corporazione della previdenza e del credito. Napoli, S. a. Richter & C., 1935
- Il credito e il risparmio nel piano regolatore di Mussolini, in L'indipendenza economica italiana, a cura di L. Lojacono. Milano 1937
- Contributi minimi, Napoli, A. Morano, 1937